# Župančiči
Župančiči is een plaats in Slovenië en maakt deel uit van de gemeente Koper in de NUTS-3-regio Obalnokraška. De plaats telde 45 inwoners op 1 januari 2020.
Abitanti · Babiči · Barizoni · Belvedur · Bertoki · Bezovica · Bočaji · Bonini · Boršt · Bošamarin · Brezovica pri Gradinu · Brežec pri Podgorju · Brič · Butari · Cepki · Cerej · Dekani · Dilici · Dol pri Hrastovljah · Dvori · Čentur · Čežarji · Črni Kal · Črnotiče · Fijeroga · Gabrovica pri Črnem Kalu · Galantiči · Gažon · Glem · Gradin · Gračišče · Grinjan · Grintovec · Hrastovlje · Hrvatini · Jelarji · Kampel · Karli · Kastelec · Kolomban · Koromači-Boškini · Kortine · Kozloviči · Koštabona · Krkavče · Krnica · Kubed · Labor · Loka · Lopar · Lukini · Manžan · Marezige · Maršiči · Močunigi · Montinjan · Movraž · Olika · Osp · Peraji · Pisari · Plavje · Pobegi · Podgorje · Podpeč · Poletiči · Pomjan · Popetre · Prade · Praproče · Predloka · Pregara · Premančan · Puče · Rakitovec · Rižana · Rožar · Sirči · Smokvica · Socerb · Sočerga · Sokoliči · Spodnje Škofije · Srgaši · Stepani · Šalara · Šeki · Škocjan · Šmarje · Sv. Anton · Tinjan · Topolovec · Trebeše · Triban · Trsek · Truške · Tuljaki · Vanganel · Zabavlje · Zanigrad · Zazid · Zgornje Škofije · Župančiči